# Marcel Berger

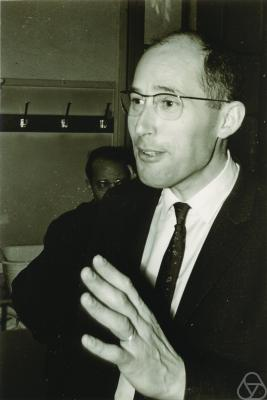
Marcel Berger in 1968
(foto van MFO)

Marcel Berger (Parijs, 14 april 1927 - 15 oktober 2016) was een Franse wiskundige. Hij is de nestor van de Franse differentiaalmeetkunde en was directeur van de Institut des hautes études scientifiques (IHES). Berger was instrumenteel in het werven van Michail Gromov voor zowel en positie aan de Universiteit van Parijs en aan de IHÉS. 

## Publicaties (selectie)
- (en)  Berger, M.: Wat is... een systool? Notices of the American Mathematical Society, 55 (2008), no. 3, 374–376.
- (en)  Berger, Marcel (2003). Een panoramische gezichtspunt of de Riemanniaanse meetkunde. Springer. ISBN 3540653171.
- (en)  Berger, Marcel (Feb 2000). Ontmoeting met een meetkundige, Part I. Notices of the American Mathematical Society 47 (2): 183–194.  Gearchiveerd van origineel op 4 januari 2023.
- (en)  Berger, Marcel (Mar 2000). Ontmoeting met een meetkundige, Part II. Notices of the American Mathematical Society 47 (3): 326–340.  Gearchiveerd van origineel op 13 november 2022.